# Línea 573 (Mar del Plata)
La línea 573 es una línea de colectivos del Partido de General Pueyrredón perteneciente a la empresa Transporte 25 de Mayo S.R.L., siendo su servicio operado anteriormente por la empresa T.O. General Pueyrredón S.R.L.

## Recorrido
Haciendo Click Aquí podrán consultarse los recorridos de la Línea 573.